# Grupo Revelação
Grupo Revelação é um conjunto musical brasileiro de pagode, formado no Rio de Janeiro na década de 1990.

## História
Nascido em 23 de abril de 1991 no Engenho Novo, o Revelação começou sua trajetória no Arranco do Engenho de Dentro.
O Grupo Revelação deve muito o inicio de sua carreira para um dos mais ilustres músicos: Victor Stecca, década de 1990, com um pagode de mesa tipicamente carioca que era realizado no GRES Arranco.
Com a ajuda de João Carlos Silva Filho, gerente artístico da Rádio FM O Dia, o Revelação alcançou as camadas mais populares dentre os ouvintes do Rio de Janeiro, trilhando o caminho para o sucesso de seu primeiro disco – “Revelação”, de 2000, lançado pela BMG. O disco conta com a participação de alguns dos integrantes do Kiloucura, além de uma regravação de “Zé do Caroço”, canção de Leci Brandão.
O ano de 2002 foi decisivo para o Grupo Revelação. O sexteto carioca trocou de gravadora, passando para a Deckdisc, e lançou o álbum “Ao Vivo no Olimpo”, que, do alto de suas mais de 700 mil cópias, foi o segundo CD mais vendido do ano e o primeiro na categoria pagode. 
O sucesso que até então era restrito ao Rio de Janeiro, passou a ser nacional e, em 2003, ultrapassou as fronteiras tupiniquins com uma longa turnê pelos Estados Unidos, Japão e Europa, dando início a uma promissora carreira internacional. É diante desta nova realidade que o Grupo Revelação lançou “Novos Tempos”, seu quarto álbum, segundo pela Deckdisc. Em 2005, seguindo as tendências inovadoras da gravadora, o grupo lança o primeiro DualDisc de samba do Brasil, para comemorar o primeiro milhão de cópias vendias pela Deckdisc.
Em 2006 o grupo dá um tempo na seqüência de registros ao vivo e retorna a gravação em estúdio, lançando outro CD de grande sucesso, "Velocidade da Luz".
Em 2007 está a venda nas lojas um CD com os maiores sucessos da banda, 100% Revelação.
Em 2008, o grupo lançou o CD "Aventureiro", que já tem várias músicas de sucesso nas rádios, "Aventureiro", "Medo de Amar" e muitas outras.
Com a necessidade de expandir ainda mais a verdadeira essência do samba brasileiro, o Revelação lança em 2009 mais um álbum ao vivo. Vindos de comunidades carentes do Rio de Janeiro, os integrantes não poderiam optar por outro lugar para a gravação que não no morro, por isso, o local escolhido para as gravações foi o Morro da Urca no Rio de Janeiro, o DVD ficou estipulado como Ao Vivo no Morro. A Arena ficou lotada no dia 29 de agosto de 2009, abrilhantando ainda mais o trabalho que, estourado no Brasil inteiro, teve sua segunda edição Ao Vivo no Morro 2 lançada no ano seguinte, marcando a estreia do grupo na gravadora Universal Music, o que promete fazer com que o grupo conquiste mais ascensão e mais espaço na mídia!
No dia 3 de abril de 2014, alegando vaidades, Xande de Pilares anuncia sua saída do Revelação. Almirzinho, filho do cantor Almir Guineto, foi anunciado posteriormente como novo vocalista do grupo.
No dia 23 de junho de 2015, durante participação no programa "Música Boa Ao Vivo" do canal Multishow, Davi, ex-vocalista do grupo Sambaí, foi apresentado como mais novo cantor do Revelação. Davi e Almirzinho passaram alguns meses cantando juntos, mas no dia 28 de setembro de 2015 o Grupo Revelação lançou um comunicado anunciando a saída do cantor Almirzinho que resolveu prosseguir sua carreira solo, Arthur Luis (reco-reco) também havia deixado o grupo em julho do mesmo ano.
Após Davi Pereira permanecer por três anos, ele decide seguir carreira solo, sendo substituído por Jonathan Alexandre, sobrinho de Xande de Pilares (ex-vocalista do grupo), que é vocalista e cavaquinista assim como seu tio. A nova formação deu início dia 1 de novembro de 2018.
Em 2019, já com Jonathan "Mamute" Alexandre integrando o grupo, ocorre o lançamento do EP "Confie Em Mim", produzido por Bira Haway e último lançamento pelo gravadora DeckDisc. No mesmo ano, o Grupo Revelação assina com a gravadora independente Waves Sound e grava o projeto audiovisual Pagode do Revela. Gravado no YouTube Space, no Rio de Janeiro, o lançamento ocorreu em 10 de abril de 2020 e conta com músicas inéditas e releituras, além das participações de Jorge Aragão, Leci Brandão, Grupo Fundo de Quintal, Renato da Rocinha, Marquinhos Sensação e Tiee.

## Integrantes

### Formação atual
- Jonathan Alexandre: vocal e Cavaquinho
- Mauro Júnior: banjo
- Rogerinho: tantã
- Sérgio Rufino: pandeiro
- Beto Lima: violão
- Artur Luís: reco-reco

### Membros antigos
- Xande de Pilares: vocal e cavaquinho
- Almirzinho: vocal e cavaquinho
- Manuel SX: vocal[5]
- Davi Pereira: Vocal
- Luciano Nascimento
- Marco Falcão: editor chefe

## Discografia

### Álbuns
- 2000 - Revelação: BMG
- 2001 - Nosso Samba Virou Religião: BMG
- 2002 - Ao Vivo no Olimpo: Deckdisc • BMG
- 2002 - O Melhor do Pagode de Mesa: Deckdisc
- 2003 - Novos Tempos:Deckdisc
- 2004 - Ao Vivo - Na Palma da Mão: Deckdisc
- 2006 - Velocidade da Luz: Deckdisc
- 2007 - 100% Revelação: Som Livre
- 2008 - Aventureiro: Deckdisc
- 2009 - Ao Vivo no Morro: Deckdisc
- 2010 - Ao Vivo no Morro 2: Universal Music
- 2012 - 360° Ao Vivo: Universal Music
- 2016 - O Bom Samba Continua - Ao Vivo: Deckdisc
- 2018 - O Bom Samba Continua 2 - Ao Vivo: Deckdisc
- 2019 - Confie Em Mim - Ao Vivo: Desckdisc
- 2020 - Pagode do Revela - Ao Vivo: Waves Sound
- 2021 - Revela Samba Beach: Waves Sound
- 2023 - Revela Samba Beach 2 - Lado B: Waves Sound
- 2025 - Revelação 30 Anos: O Nosso Samba Virou Religião! (Ao Vivo): Waves Sound

### Singles
| Ano  | Título                         | Álbum                                  |
| ---- | ------------------------------ | -------------------------------------- |
| 2000 | Na Palma da Mão                | Revelação                              |
| 2000 | Meu Oceano                     | Revelação                              |
| 2001 | Virou Religião                 | Nosso Samba Virou Religião             |
| 2001 | Deixa Acontecer                | Nosso Samba Virou Religião             |
| 2001 | Esqueci De Te Esquecer         | Nosso Samba Virou Religião             |
| 2002 | Poder de Sedução               | Nosso Samba Virou Religião             |
| 2002 | Grades do Coração              | Ao Vivo no Olimpo                      |
| 2002 | Coração Radiante               | Ao Vivo no Olimpo                      |
| 2002 | Só Me Dá Prazer                | O Melhor do Pagode de Mesa             |
| 2003 | Preciso Te Amar                | Ao Vivo no Olimpo                      |
| 2003 | Essência da Paixão             | Ao Vivo no Olimpo                      |
| 2003 | Novos Tempos                   | Novos Tempos                           |
| 2004 | Horizonte de Emoção            | Novos Tempos                           |
| 2004 | Jogo de Sedução                | Novos Tempos                           |
| 2004 | Talvez                         | Ao Vivo - Na Palma da Mão              |
| 2004 | Altas Horas                    | Ao Vivo - Na Palma da Mão              |
| 2004 | Deixa Acontecer (relançamento) | Ao Vivo - Na Palma da Mão              |
| 2005 | Compasso do Amor               | Ao Vivo - Na Palma da Mão              |
| 2005 | A Verdadeira Paixão            | 100% Revelação                         |
| 2006 | Velocidade da Luz              | Velocidade da Luz                      |
| 2007 | Baixa Essa Guarda              | Velocidade da Luz                      |
| 2007 | A Pureza da Flor               | Velocidade da Luz                      |
| 2007 | Capaz de Tudo                  | Velocidade da Luz                      |
| 2007 | Nunca Mais                     | Velocidade da Luz                      |
| 2008 | Aventureiro                    | Aventureiro                            |
| 2008 | Medo de Amar                   | Aventureiro                            |
| 2009 | Ajoelhou Tem Que Rezar         | Aventureiro                            |
| 2009 | Só Depois                      | Aventureiro                            |
| 2009 | Tá Escrito                     | Ao Vivo no Morro                       |
| 2010 | Coração Blindado               | Ao Vivo no Morro                       |
| 2010 | Saudade do Amor                | Ao Vivo no Morro                       |
| 2011 | Trilha do Amor                 | Ao Vivo no Morro 2                     |
| 2011 | Pai                            | Ao Vivo no Morro 2                     |
| 2011 | Bomba Relógio                  | Ao Vivo no Morro 2                     |
| 2012 | Filho da Simplicidade          | Trilha sonora da novela Avenida Brasil |
| 2012 | Só Vai de Camarote             | 360° Ao Vivo                           |
| 2013 | Fala Baixinho (Shiii)          | 360° Ao Vivo                           |
| 2013 | Mulher Traída                  | 360° Ao Vivo                           |
| 2013 | Quem Ama Não Pisa              | 360° Ao Vivo                           |
| 2014 | Ô Queiroz                      | 360° Ao Vivo                           |
| 2014 | Caminho das Flores             | —                                      |
| 2015 | Vê Se Me Escuta                | —                                      |
| 2015 | Segredos                       | O Bom Samba Continua - Ao Vivo         |
| 2016 | Cavalheiro Sonhador            | O Bom Samba Continua - Ao Vivo         |
| 2017 | A Vida é Pedreira              | Single                                 |
| 2018 | Me Socorre Ae                  | Single                                 |
| 2019 | Confie Em Mim                  | Confie Em Mim                          |
| 2019 | Perdoa Amor                    | Single                                 |
| 2019 | Balanço do Meu Coração         | Pagode do Revela                       |

## Videografia

### DVDs
- 2005 - Ao Vivo no Olimpo: Deckdisc
- 2009 - Ao Vivo no Morro: Deckdisc
- 2010 - Ao Vivo no Morro 2: Universal Music
- 2012 - 360° Ao Vivo: Universal Music
- 2020 - Pagode do Revela: Waves Sound
- 2021 - Revela Samba Beach: Waves Sound
- 2023 - Revela Samba Beach 2 - Lado B: Waves Sound
- 2025 - Revelação 30 Anos: O Nosso Samba Virou Religião! (Ao Vivo): Waves Sound